# بريندا لي
بريندا لي (بالإنجليزية: Brenda Lee)‏ (اسمها عند الولادة بريندا ماي تربلي، 11 ديسمبر 1944) هي فنانة أمريكية وإحدى أنجح المغنيات في أمريكا في الستينات. غنت بأصناف موسيقية متعددة مثل الروكابيلي والبوب والكانتري، ودخلت 47 أغنية من أغانيها في قوائم الأغاني في الولايات المتحدة خلال الستينات، وهي تأتي في المرتبة الرابعة في هذا العقد بعد إلفيس بريسلي والبيتلز وراي تشارلز. ومن أشهر أغانيها I'm Sorry التي صدرت عام 1960 وأغنية Rockin' Around the Christmas Tree التي صدرت عام 1958 والتي ظلت حاضرة في مواسم الأعياد في الولايات المتحدة.
عرفت بريندا لي بلقب ليتل ميس داينامايت، وذلك لقامتها القصيرة التي بلغت 4 أقدام و 9 بوصات (حوالي 145 سم)، وأغنيتها «داينامايت» التي سجلتها عام 1957، وكانت إحدى أوائل نجوم البوب الذين حظوا باهتمام دولي.
بدأ نجمها يخبو من عالم البوب في أواخر الستينات، ولكنها واصلت نجاحاتها بالعودة إلى جذورها كمغنية ريف بسلسلة من الأغاني الناجحة في السبعينات والثمانينات. وهي عضوة في قاعات مشاهير الروك آند رول، وموسيقى الريف والروكابيلي. وحازت أيضا على جائزة غرامي لإنجاز العمر. تعيش بريندا حاليا في ناشفيل، تينيسي. وهي الفنانة الوحيدة التي دخلت قوائم الأغاني في كل الأصناف (بما في ذلك البوب والبلوز والروك والغوسبل والريف).

## السيرة

### السنوات الأولى
ولدت بريندا ماي تاربلي في 11 ديسمبر 1944 وهي ابنة آني غريس ياربورو وروبن ليندسي تاربلي. ولدت بريندا في مستشفى جرادي التذكاري في أطلنطا. دخلت لي المدرسة \حيثما عثر والدها على عمل، حيث كان ينتقل بين مدينتي أطلنطا وأوغستا، وكانت أسرتها فقيرة وبالكاد تكسب قوتها. وكانت تتشارك السرير مع شقيقها وشقيقتها في عدد من المنازل ذات ثلاث غرف ولم تكن بها مياه جارية. بدأت بريندا تغني في الكنيسة المعمدانية أيام الأحد.
وكان والدها ابن مزارع في منطقة حزام الطين الأحمر في جورجيا. وكان راميا بارعا في رياضة البيسبول وقضى 11 عاما في جيش الولايات المتحدة وهو يلعب البيسبول. وأتت والدتها من عائلة ذات تعليم ضعيف من الطبقة العاملة في مقاطعة غرين، جورجيا.

### بدايتها في الطفولة
فازت لي بمسابقة غناء محلية برعاية المدارس الابتدائية المحلية وهي في سن السادسة. وكانت الجائزة هي الظهور على الهواء مباشرة برنامج إذاعي في أطلنطا يدعى Starmakers Revue، حيث غنت للعام التالي.
توفي والدها في عام 1953 عندما كان عمر بريندا ثمان سنوات، وعندما أصبحت في العاشرة، كانت هي العائل الرئيسي لأسرتها عن طريق الغناء في المناسبات وعلى البرامج الإذاعية والتلفزيونية المحلية. وفي تلك الفترة ظهرت بانتظام على برنامج موسيقى الريف «تي في رانش» على محطة WAGA-TV في أطلنطا؛ كانت قصيرة القامة حتى أن المقدم كان ينزل مستوى الميكروفون بما يكفي لتصل إليه بريندا التي كانت تقف على صندوق خشبي. في عام 1955، تزوجت أمها من بويل «جاي» راينواتر، وانتقلت العائلة إلى مدينة سينسيناتي بولاية أوهايو، حيث عمل راينواتر في مركز جيمي سكينر الموسيقي. غنت بريندا مع سكينر في مرتين على برنامج يوم السبت على إذاعة WNOP في نيوبورت، كنتاكي. عادت الأسرة إلى جورجيا، وهذه المرة إلى مدينة أوغستا، وظهرت لي على برنامج «بيتش بلوسوم سبيشال» على محطة WJAT-AM في سوينسبورغ.

### النجومية

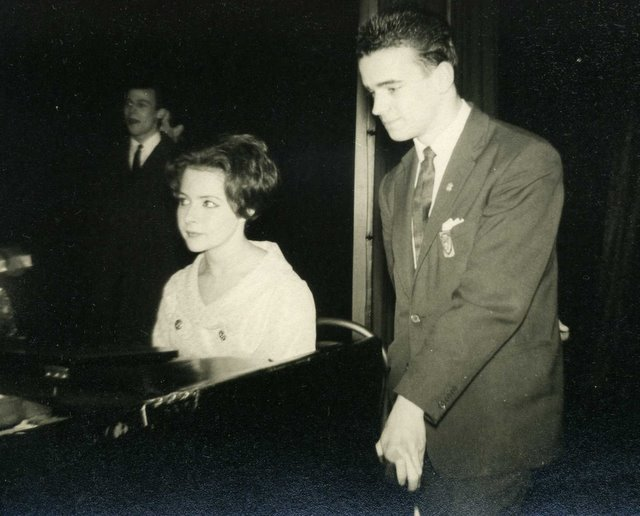
بريندا لي في فندق غرانادا في حي ساتن في لندن، 1962.

أتت فرصتها الكبرى في فبراير 1955، عندما رفضت عرضا لتظهر على محطة إذاعية في سوينزبورو مقابل ثلاثين دولارا لتشاهد ريد فولي عندما أتى إلى أوغوستا في جولته الترويجية لبرنامجه أوزارك جوبيلي. قام مشغل أغاني بإقناع فولي أن يسمع غناءها قبل البرنامج. ذهل فولي بعد سمع الصوت القوي القادم من فتاة صغيرة وسمح لها على الفور بأن تغني أغنية «جامبالايا» (للمغني هانك ويليامز) على خشبة المسرح في تلك الليلة ودون تمرين. تحدث فولي عن اللحظات التي تلت تقديمها:
انفجر الحضور بالتصفيق ولم يدعها تغادر المسرح حتى غنت ثلاث أغنيات أخرى. وفي 31 مارس 1955، قدمت ابنة العشر سنوات أول ظهور على البرنامج التلفزيوني. ووقعت مع البرنامج عقدا مدته خمس سنوات ولكن تم حله عام 1957 بعد دعوى قضائية رفعتها والدتها مع مدير أعمالها،  وإن ظلت تظهر على البرنامج طوال مدة عرضه.
وبعد أقل من شهرين، في 30 يوليو 1956، عرضت شركة ديكا ريكوردز عليها عقدا، وكانت أول تسجيلاتها أغنية «جامبالايا»، مع أغنية «بيجلو 6-200» على الوجه الثاني. وتضمن إصدارها الثاني أغنيتين فكاهيتين عن عيد الميلاد هما I'm Gonna Lasso Santa Claus و Christy Christmas. قامت شركة ديكا بتسجيل اسمها على الإصدارين باسم «بريندا لي الصغيرة (9 سنوات)»، رغم أنها كانت في الحادية عشرة وقتها، وأصبحت في الثانية عشرة في 11 ديسمبر من تلك السنة.
لم يدخل أي من الإصدارين قوائم الأغاني، ولكن إصدارها التالي في عام 1957، بعنوان One Step at a Time، من تأليف هيو آشلي، حقق نجاحا كبيرا في كل من قوائم البوب والكانتري. أما نجاحا التالي فكان بأغنية «داينامايت»، فاكتسبت منها لقبها الذي لازمها، وهو ليتل ميس داينامايت.
جذبت بريندا لي الانتباه بغنائها في مسارح وبرامج موسيقى الريف؛ إلا أن مدراء أعمالها شعروا أنه من الأفضل تسويقها بشكل حصري كفنانة بوب، وبهذا فإن أعمالها الشهيرة خلال الستينات لم تعرض في محطات الراديو الريفية، ورغم أن صوتها كان يناسب موسيقى الريف، ولم تحقق النجاح على قوائم أغاني الريف حتى عام 1969 بأغنيتها Johnny One Time.

### النجاحات: 1958-1966

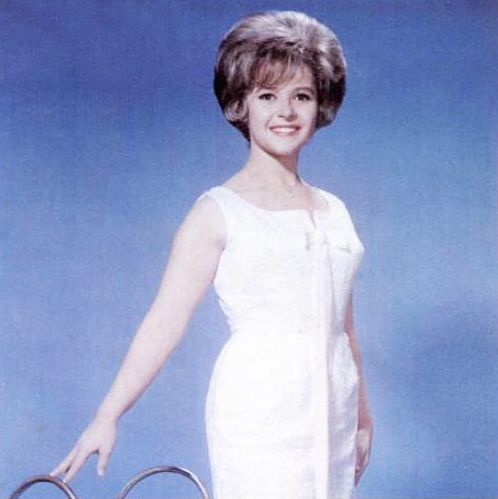
بريندا لي عام 1965

حققت لي نجاحاتها هلى قوائم أغاني البوب في أواخر الخمسينات وحتى منتصف الستينات بأغاني الروكابيلي والروك. وشملت نجاحاتها «جامبالايا»، «سويت ناثينغ»، «آي وأنت تو بي وانتد»، «أول ألون أم آي»، «فول نمبر ون». ودخلت تسع أغاني منفردة لها المراكز العشر الأوائل على مجلة بيلبورد بشكل متتالي بين عامي 1960 و1962، وهو ما شكل رقما قياسيا لفنانة منفردة، وظل الرقم صامدا حتى عادلته (وحطمته) مادونا عام 1986.
أما أنجح أغانيها فكانت أغنية عن عيد الميلاد. في عام 1958، عندما كان عمرها 13 سنة، طلب منها المنتج أوين برادلي تسجيل أغنية جديدة من تأليف جوني ماركس، الذي حقق نجاحا بتأليفه أغاني لعيد الميلاد لمغني الريف، وأبرزها "Rudolph the Red-Nosed Reindeer" (جين أوتري) و "A Holly Jolly Christmas" (بورل آيفز). سجلت لي أغنية "Rockin' Around the Christmas Tree" في يوليو مع جزء وصلة غيتار من العازف هانك غارلاند ووصلة ساكسفون من بوتس راندولف. أصدرت ديكا الأغنية المنفردة في شهر نوفمبر، لكن بيع منها 5,000 نسخة فقط، ولم تنجح كثيرا عندما أعيد إصدارها مجددا في عام 1959. ولكن شعبيتها بدأت تنمو مع الإصدار الثالث وتضاعفت مبيعاتها. بيع منها في النهاية أكثر من خمسة ملايين نسخة. أصبحت هذه الأغنية من الأغاني المفضلة في شهر ديسمبر، وهي الأغنية التي يعرفها بها الجمهور الحديث.
في عام 1960، سجلت أغنيتها التي اشتهرت بها، "I'm Sorry"، والتي تصدرت قائمة بيلبورد لأغاني البوب. وكان أول أغنية لها تحصل على تقييم ذهبي وترشحت لجائزة غرامي. لم تصدر الأغنية على أنها أغنية ريفية، فقد كانت من بين أوائل نجاحات موسيقى ناشفيل، وهو تيار في موسيقى الريف يعتمد على أوركسترا وترية غناء خلفية متسق.
آخر أغنية لها تصل المراتب العشر الأوائل (توب تن) على قائمة بيلبورد لأغاني البوب في الولايات المتحدة كانت في عام 1963، حيث وصلت أغنيتها "Losing You" للمركز السادس، ورغم أن أغانيها الأخرى ظلت تحقق النجاح في السنوات التالية، فلم تكن بنفس النجاح السابق.

### الشهرة العالمية
كان لي مشهورة في المملكة المتحدة في بداية مسيرتها. وغنت على التلفزيون في بريطانيا في عام 1959، قبل أن تحقق أغانيها النجاح في الولايات المتحدة. وأول لها تنجح على قوائم الأغاني البريطانية كانت "Sweet Nothin's"، والتي وصلت للمركز الرابع على قائمة الأغاني في بريطانيا في ربيع عام 1960. كما وصلت أغنيتها Let's Jump the Broomstick للمركز 12 في بريطانيا بينما لم تدخل قوائم بيلبورد في أمريكا.
هناك أغنيتان لها وصلت المراكز العشر الأوائل في المملكة المتحدة ولكن لم يتم إصدارها في بلدها الأصلي: الأولى هي Speak to Me Pretty والتي وصلت للمركز الثالث في مايو 1962 وكانت أنجح أغانيها في بريطانيا؛ Here Comes That Feeling والتي وصلت للمركز الخامس في صيف عام 1962. أصدرت الأخيرة لاحقا كوجه ثاني لأغنية Everybody Loves Me But You، ولكنها لم تحقق نفس النجاح.
في عام 1962، كانت لي تقوم بجولة في ألمانيا الغربية، وظهرت في نادي ستار الشهير في هامبورغ وكان فريق البيتلز هي العرض الافتتاحي لفقرتها.
زارت بريندا لي انكلترا أول مرة في رحلة لثلاثة أيام في أبريل 1959 لتكون عرضا بديلا في اللحظة الأخيرة على برنامج "Oh Boy!". وقامت بأولى جولاتها في المملكة المتحدة في مارس وأبريل 1962 مع جين فينسنت، وقامت بجولة ثانية في مارس 1963. كما قامت بجولة في أيرلندا عام 1963 وظهرت على غلاف مجلة سبوتلايت الترفيهية هناك في أبريل من ذلك العام.
كما ظهرت في عرض المنوعات الملكي أمام الملكة إليزابيث الثانية في لندن بالاديوم في 2 نوفمبر 1964، وقامت بجولة ثالثة في بريطانيا في نوفمبر وديسمبر 1964 مع فنانين آخرين.

### مسيرتها اللاحقة
أعادت بريندا لي إحياء مسيرتها في بداية السبعينات كفنانة لموسيقى الريف، وبدأت أغانيها تعود للمراكز المتقدمة على قوائم أغاني الريف. في عام 1973 وصلت أغنيتها Nobody Wins إلى المركز الخامس في ربيع تلك السنة، ووصلت للمركز 70 على قائمة بيلبورد هوت 100 لتكون آخر أغنية تدخل هذه القائمة. تبعتها أغنية Sunday Sunrise من تأليف مارك جيمس والتي وصلت للمركز السادس على قائمة بيلبورد لأغاني الريف في أكتوبر. قبل أن تتبعها سلسلة من الأغاني الناجحة.
بدأت نجاحاتها تقل في السنوات التالية، إلا أنها عادت للنجاح في أواخر السبعينات بأغاني مثل Tell Me What It's Like. وسجلت في عام 1982 ألبوما بعنوان The Winning Hand مع دوللي بارتون وكريس كريستوفيرسن وويلي نيلسون، والذي حقق نجاحا كبيرا. وكانت آخر ناجحة لها هي Hallelujah, I Love Her So عام 1985 مع جورج جونز.

### السنوات التالية
واصلت لي الغناء وإصدار الاسطوانات على مدى السنوات التي تلت، وسحلت سابقا عدة أغاني بأربع لغات مختلفة. ولا تزال تغني وتقيم الجولات.
في 4 أكتوبر 2000، أدخلت لي زميلها أسطورة موسيقى الريف تشارلي برايد في قاعة مشاهير موسيقى الريف.
وقد نشرت سيرتها الذاتية «ليتل ميس داينامايت: بريندا لي»، من دار هايبريون للنشر في عام 2002 (ISBN 0-7868-6644-6).
ولا تزال لي تعمل مع قاعة المشاهير وتعلن أسماء المدخلين إليها كل عام، وتقدم لهم بعد ميداليات العضوية رسميا في حفل خاص في كل عام.

### الأسرة
تزوجت بريندا من روني شاكليت عام 1963 وأنجبت ابنتان ولها ثلاثة أحفاد. وهي أيضا قريبة المغني ديف رينووتر من فرقة نيو كريستي مينستريلز الشعبية.

## التكريم
وصلت بريندا لي إلى مراحل الانتخاب النهائية في عملية إدخالها في قاعة مشاهير الروك آند رول، وذلك في عدة مرات منذ العام 1990، ولكن تم إدخالها أخيرا في عام 2002.
واحتفالا بمسيرتها التي امتدت لأكثر من 50 عاما، تلقت لي جائزة جو ميدور ووكر لإنجازات الحياة في سبتمبر 2006 من قبل مؤسسة سورس في ناشفيل، لتكون ثاني من يتلقى الجائزة. وأدخلت في عام 1997 إلى قاعة مشاهير موسيقى الريف، وهي عضوة في قاعة مشاهير الروكابيلي وقاعة مشاهير هيت باريد.
في فبراير 2009، منحتها الأكاديمية الوطنية لتسجيل الفنون والعلوم جائزة غرامي لإنجاز العمر.

## الجوائز والترشيحات
| السنة | المؤسسة               | الفئة                   | العمل المرشح                        | النتيجة |
| ----- | --------------------- | ----------------------- | ----------------------------------- | ------- |
| 1962  | جوائز إن إم إي        | مغنية دولية             | عن نفسها                            | فوز     |
| 1963  | جوائز إن إم إي        | مغنية دولية             | عن نفسها                            | فوز     |
| 1964  | جوائز إن إم إي        | مغنية دولية             | عن نفسها                            | فوز     |
| 1999  | جوائز غرامي           | إدخال إلى قاعة المشاهير | That's All You Gotta Do/I'm Sorry   | فوز     |
| 2007  | أكاديمية موسيقى الريف | جائزة كليف ستون للرواد  | عن نفسها                            | فوز     |
| 2008  | جوائز دوف             | ألبوم الريف للسنة       | Gospel Duets with Treasured Friends | رُشِّح     |
| 2009  | جوائز غرامي           | جائزة إنجازات الحياة    | عن نفسها                            | فوز     |